# Гомес, Серхи
Се́рхи Го́мес Сола́ (исп. Sergi Gómez Solà; 28 марта 1992, Ареньс-де-Мар) — испанский футболист, защитник клуба «Эспаньол».

## Клубная карьера
Серхи начинал карьеру в скромном каталонском клубе «Матаро», а в четырнадцатилетнем возрасте был зачислен в академию «Барселоны». За вторую команду клуба он дебютировал в заключительных матчах сезона 2009/10, сыграв девять игр и забив один гол. 14 августа 2010 года Серхи дебютировал в составе «Барселоны», целиком отыграв первый матч Суперкубка Испании с «Севильей». В сезоне 2010/11 защитник присутствовал в заявках «Барселоны» на чемпионат Испании и Лигу чемпионов, но так и не появился на поле в этих турнирах. В сезоне 2011/12 Серхи принял участие в двадцати матчах за вторую команду клуба.

## Карьера в сборной
Серхи участвовал на Кубке Мира-2009 (до 17) в Нигерии, где выиграл бронзовую медаль в составе сборной Испании (до 17 лет). Также он принял участие на победном для юношеской сборной Испании чемпионате Европы в Румынии.

## Достижения
«Барселона»
- Обладатель Суперкубка Испании: 2010

«Севилья»
- Победитель Лиги Европы УЕФА: 2019/20

Молодёжная сборная Испании
- Бронзовый призёр юношеского чемпионата мира (до 17): 2009
- Победитель чемпионата Европы (до 19 лет): 2011